# Nord-Lilltjärnen
Nord-Lilltjärnen är en sjö i Överkalix kommun i Norrbotten och ingår i Kalixälvens huvudavrinningsområde.